# Sanchidrián

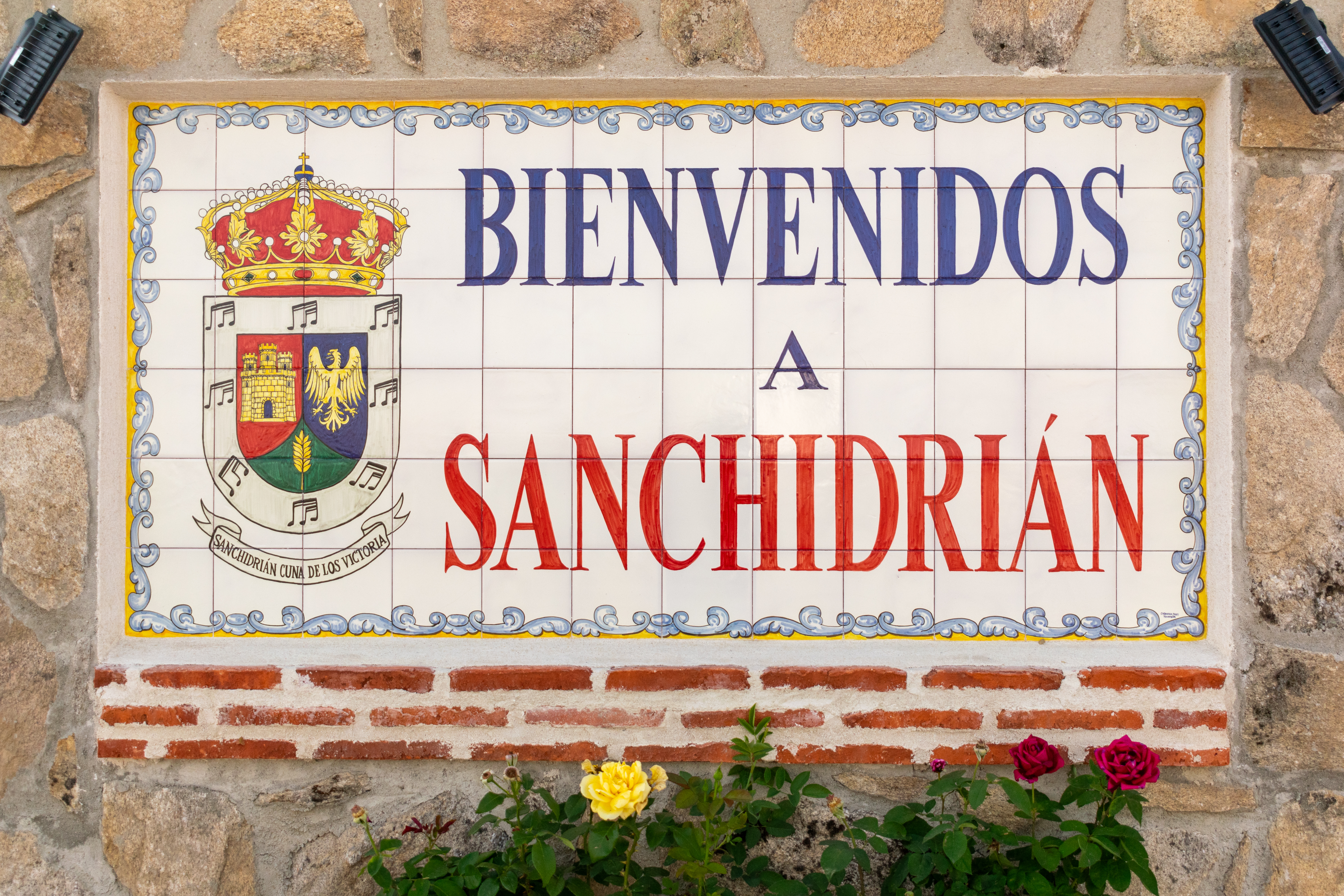
Cartel de Bienvenida a Sanchidrián realizado en cerámica.

Sanchidrián es un municipio y localidad española de la provincia de Ávila, en la comunidad autónoma de Castilla y León. El término municipal, ubicado en la comarca de la Moraña, tiene una población de 708 habitantes (INE 2024).

## Geografía
La localidad está situada a una altitud de 922 m sobre el nivel del mar en el kilómetro 103 de la N-6. También tiene una entrada y salida en la autopista AP-6 Villalba-Adanero, salida 102. La frontera oriental del término municipal está delimitada por el río Voltoya. Su término municipal se halla representado en la hoja 481 del Mapa Topográfico Nacional.
| Noroeste: Pajares de Adaja    | Norte: Adanero           | Noreste: Muñopedro (provincia de Segovia) |
| Oeste: Blascosancho           |                          | Este: Muñopedro (provincia de Segovia)    |
| Suroeste: Vega de Santa María | Sur: Vega de Santa María | Sureste: Maello                           |

## Historia
En Sanchidrián tuvo una vivienda la familia del compositor renacentista Tomás Luis de Victoria. Es considerado por algunos como el lugar de nacimiento del músico. En su iglesia está sepultado su hermano mayor, Hernán Luis de Vitoria.
El púlpito de la iglesia de la localidad fue obra en 1612 del escultor Diego González de Montemayor, mientras que el retablo mayor lo fue de Juan de Arbites y del anterior, trabajo por el cual se exigió el pago en 1631.
Hacia mediados del siglo XIX, el lugar tenía contabilizada una población de 435 habitantes. La localidad aparece descrita en el decimotercer volumen del Diccionario geográfico-estadístico-histórico de España y sus posesiones de Ultramar de Pascual Madoz de la siguiente manera:

SANCHIDRIAN: l. con ayunt. en la prov. y dióc. de Avila (5 leg ), part. jud. de Arévalo (4), aud. terr. de Madrid (15), c. g. de Castilla la Vieja (Valladolid 15). sit. en terreno llano; le combaten todos los vientos, en particular los del N. y S.; el clima es bueno, padeciéndose por lo comun fiebres intermitentes y dolores de costado. Tiene 150 casas; la del ayunt.; cárcel; escuela de primeras letras comun á ambos sexos, dotada con 1,100 rs., y una igl. parr. (San Martin obispo) con curato de primer ascenso y provision ordinaria; hay ademas del párroco un beneficiado simple servidero, que se halla vacante, cuyas cargas levanta aquel; en los afueras de la pobl. se encuentran 2 ermitas, la Veracruz y la Piedad, la primera con culto público á espensas de los fieles, y la segunda casi destruida; el cementerio esta en parage que no ofende la salud pública, y los vec. se surten de aguas para sus usos de las de un pozo, haciéndolo para el de los ganados bien de pozos, ó bien de diferentes lagunas que están muy inmediatas al pueblo. El térm. confina N. Adanero; E. Blasco Sancho y Pajares; S. Labajos, y O. Muño-Pedro: comprende 2 desp. titulados Almarza y Valverde; en este último se conservan escombros de la igl., un pinar propio del pueblo, algun viñedo, diferentes prados con medianos pastos, varias huertas y 3.240 fan de tierra cultivadas y 40 incultas: le atraviesa el rio Voltoya marchando de S. á N. El terreno en lo general es llano y de buena calidad; hay en la márg. izq. del r. Voltoya una hermosa ribera de frutas y hortalizas. caminos: los que dirigen á los pueblos limítrofes; la calzada de Madrid á la Coruña, que pasa por el centro del pueblo y á 1/4 de leg. la de Salamanca, que se une con la ya citada de Galicia en el portazgo de Almarza. El correo se recibe en la estafeta de Adanero por un conductor nombrado al efecto. prod.: trigo, cebada, centeno, vino, algarrobas, garbanzos, legumbres, frutas y hortalizas; mantiene ganado lanar, vacuno y yeguar; cria caza de liebres, conejos y perdices, y en las lagunas ricas tencas. ind.: la agrícola, arrieria y un molino harinero en el desp. de Almarza. pobl.: 153 vec., 435 alm. cap. prod.: 1.422,925 rs. imp.: 56,917: ind.: 8,200. contr.: 26,370 rs. 21 mrs.
(Madoz, 1849, p. 729)

La línea de ferrocarril que atravesaba Sanchidrián conectando Ávila con Valladolid fue finalizada el 4 de marzo de 1863.

## Demografía
Sanchidrián cuenta con una población de 708 habitantes (INE 2024).
| Gráfica de evolución demográfica de Sanchidrián entre 1842 y 2021                                                     |
| |
| Población de derecho según los censos de población del INE. Población de hecho según los censos de población del INE. |

## Símbolos
El escudo heráldico y la bandera que representan al municipio fueron aprobados oficialmente el 10 de septiembre de 1993. Fueron elaborados por Basilio Prados Migueláñez, igual que el himno. El escudo se blasona de la siguiente manera:

Escudo Terciado en mantel. Primero. de Castilla (de gules con el castillo en oro, aclarado de azur). Segundo, de azur con un águila pasmada de oro. Y tercero, de sinople con una espiga de oro. Bordura de plata con ocho notas musicales de sable. Timbrado de la Corona Real Española, y rodeado en punta de una cinta blanca con el lema "Sanchidrián, Cuna de los Victoria", escrito en letras negras.
Boletín Oficial de Castilla y León n.º 243 de 21 de diciembre de 1993

La descripción textual de la bandera es la siguiente:

Bandera cuadrada, cortada de carmesí y de azul, con el escudo municipal al centro, en sus colores.
Boletín Oficial de Castilla y León n.º 243 de 21 de diciembre de 1993

## Patrimonio

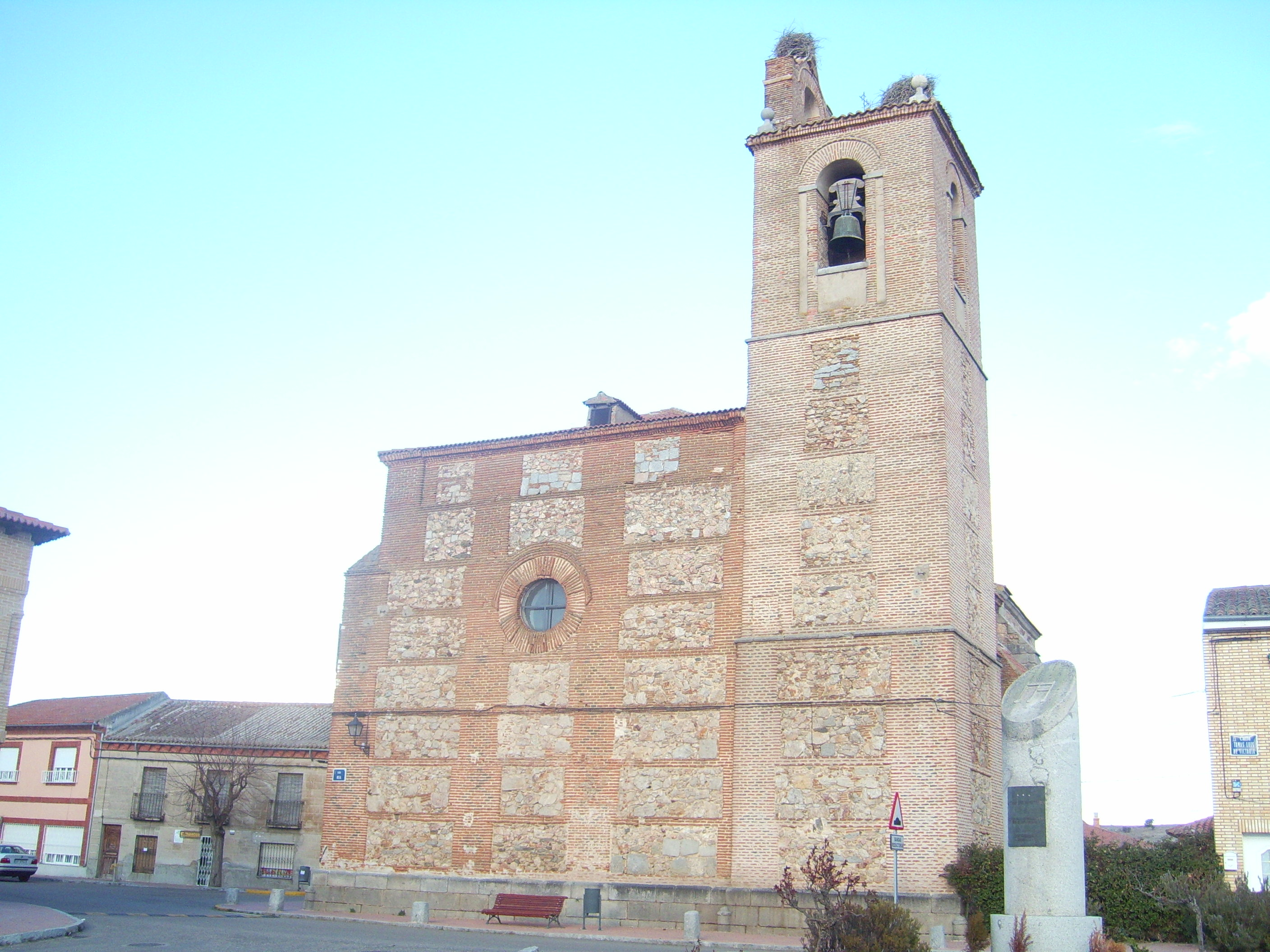
Iglesia de San Martín

En la localidad hay una iglesia parroquial bajo la advocación de San Martín Obispo.

## Patrimonio inmaterial
Se celebran San Roque y San Martín, los días 16 de agosto y 11 de noviembre. También se celebra el 1 de mayo la fiesta del "Cristo de las Rosquillas" en honor al Santísimo Cristo de la Vera Cruz. La festividad de San Roque es la más importante de las que se celebra en el pueblo, teniendo más de una semana de fiestas. Un día destacado es el 14 de agosto cuando las peñas realizan el desfile de carrozas, las cuales han realizado durante bastante tiempo. El día 16 se celebra la misa y posterior procesión en honor a san Roque. La localidad empezó a albergar en 2008 la celebración de un mercado medieval, que tenía lugar a mediados a de junio.
La última edición tras varios años consecutivos fue en 2014. Tras varios años, el ayuntamiento lo recuperó y en junio de 2019 se volvió a realizar este mercado. En abril tenía lugar la celebración de la Feria de Abril, actualmente ya no se celebra.
En el mes de enero, concretamente el último fin de semana se realiza la matanza popular.